# Rang d'un groupe
Ne doit pas être confondu avec le rang d'un groupe de Lie, qui est la dimension d'un sous-groupe de Cartan.
En mathématiques, le rang d'un groupe G est le plus petit cardinal d'une partie génératrice de G :
Un groupe est de type fini si et seulement si son rang est un entier naturel.

## Propriétés et exemples
- Le seul groupe de rang 0 est le groupe trivial et les groupes de rang 1 sont les autres groupes cycliques.
- Le rang du groupe additif d'un ℤ/nℤ-module libre (n ≠ ±1) est égal au rang de ce module libre (par exemple pour n = 0, le rang d'un groupe abélien libre ℤ(X) est égal à |X| et pour n = un nombre premier p, le rang du groupe additif d'un espace vectoriel sur « le » corps Fp à p éléments est égal à la dimension de cet espace vectoriel). En effet (par surjectivité du morphisme canonique de ℤ dans ℤ/nℤ) les parties génératrices du groupe sont celles du module et (puisque l'anneau est commutatif) le plus petit cardinal de ces dernières est le rang du module libre.
- Le rang d'un groupe libre FX est égal à |X|.
- Le rang de tout quotient de G est inférieur ou égal au rang de G.
- Le rang d'un sous-groupe de G peut être strictement supérieur à celui de G :
  - tout groupe fini est un sous-groupe d'un groupe symétrique Sn et il suffit de deux éléments pour engendrer Sn ;
  - le groupe libre Fℕ se plonge dans le groupe libre F2 ;
  - tout groupe dénombrable se plonge dans un groupe à deux générateurs[1].
- Si G est de type fini ou si son sous-groupe de Frattini Φ(G) l'est, alors le rang de G est égal à celui de son quotient de Frattini G/Φ(G)[2].
- Le théorème de Grushko (en) assure que pour les groupes de type fini, le rang se comporte additivement pour le produit libre, c'est-à-dire que rang(A∗B) = rang(A) + rang(B). Cet énoncé peut être précisé en termes d'équivalence de Nielsen (en) et généralisé[3].
- Le rang du groupe fondamental d'une 3-variété compacte sans bord est inférieur ou égal au genre de Heegard (en) de cette variété[4].
- La conjecture de Hanna Neumann, démontrée en 2012, établit que si L est l'intersection de deux sous-groupes non triviaux de type fini H et K d'un groupe libre, alors rang(L) – 1 ≤ (rang(K) – 1)(rang(H) – 1).
- Tout groupe fini simple non abélien est de rang 2, d'après la classification des groupes finis simples.
- Un groupe à n générateurs et 1 relateur, de la forme 〈 x1, … , xn | r 〉, est de rang n dès que r n'est pas un élément « primitif » (c'est-à-dire complétable en une base libre) du groupe libre F{x1, … , xn}[5],[6].

## Problème du rang
Ce problème est de déterminer, pour une classe donnée de groupes de présentation finie, s'il existe un algorithme qui, étant donnée une présentation finie d'un groupe de cette classe, calcule le rang de ce groupe. C'est l'un des problèmes algorithmiques les plus difficiles en théorie des groupes et on sait relativement peu de choses sur ce sujet. Parmi les résultats connus, on peut mentionner :
- Le problème du rang est algorithmiquement indécidable pour la classe de tous les groupes de présentation finie puisque, d'après un résultat classique d'Adian et Rabin, il n'existe pas d'algorithme déterminant si un groupe de présentation finie donnée est trivial ou pas, si bien que même la question de déterminer si le rang est nul ou pas est indécidable pour ces groupes[7],[8].
- Le problème du rang est décidable pour les groupes finis et pour les groupes abéliens de type fini.
- Il est aussi décidable pour les groupes nilpotents de type fini, parce que le sous-groupe de Frattini d'un groupe nilpotent G contient le sous-groupe dérivé de G, si bien que si de plus G est de type fini alors il a même rang que son abélianisé[9].
- Il est indécidable pour les groupes hyperboliques[10].
- Il est décidable pour les groupes kleiniens (en) sans torsion[11].
- Pour les groupes de type fini virtuellement[12] abéliens le problème est ouvert, de même que pour les groupes virtuellement libres et les groupes de 3-variétés.

## Généralisations et notions liées
Le rang d'un groupe G a été défini ci-dessus comme le plus petit cardinal d'un ensemble X tel qu'il existe un morphisme surjectif du groupe libre FX sur G. Il existe une notion duale de « corang » d'un groupe de type fini G : c'est le plus grand cardinal d'un X tel qu'il existe un morphisme surjectif de G sur FX. Contrairement au rang, le corang d'un groupe de présentation finie est toujours calculable, à l'aide de l'algorithme de Makanin et Razborov de résolution d'un système d'équations dans un groupe libre. La notion de corang est liée à celle de cut number pour les 3-variétés.
Pour tout nombre premier p, le p-rang d'un groupe est le rang maximum d'un sous-groupe p-abélien élémentaire – c'est-à-dire de la forme Fp(X) – et le p-rang sectionnel est le rang maximum d'un sous-quotient p-abélien élémentaire.